# 中島謙吉
中島 謙吉（なかじま けんきち、1888年 - 1972年）とは、主として第二次世界大戦以前に活躍した日本の写真家、写真編集者、写真評論家、写真批評家である。
日本の芸術写真の興隆において、重要な役割を果たした。写真だけでなく美術に関する批評も行った。「中嶋謙吉」と記載されることもある。

## 生涯
1922年にアルスに入社。雑誌『カメラ』『芸術写真研究』の編集に携わった（いずれの雑誌も、アルスから刊行。前者は1921年創刊で、主筆・高桑勝雄、顧問・三宅克己。後者は1922年創刊で、主筆は南実、中島謙吉は創刊時から編集）。『芸術写真研究』については、1923年から、南実のあとをついで主宰・主幹・主筆（文献により表現が異なる）といった役割を果たし、特に、読者からの写真作品を募集して掲載する「月例懸賞」の選者となり、応募者の中から、高山正隆、山本牧彦、渡辺淳、塩谷定好などを見出した。これらの写真家が、のちの日本光画協会（1928年設立）の中心メンバーとなり、日本における芸術写真の大きな潮流の１つである「ベス単派」が形成されていくことになる。
1928年に写真専門の出版社である光大社（東京市板橋区板橋町3丁目287番地）を設立して、アルスから独立。『芸術写真研究』の刊行も光大社に移った。そのことから、ベス単派は光大派とも呼ばれた（また、1924年に鈴木八郎らにより設立された「表現者写真会」（顧問は南実）でも同様の傾向がとられたことから、「表現派」と呼ばれることもある）。.
『芸術写真研究』は1940年末に実質的に消滅するも（1941年の戦時雑誌統廃合でアサヒカメラに吸収された）、戦後も光大社の運営を継続した。
なお、1904年に没した同姓同名の「中島謙吉」（明治期に、「帝国陸軍軍事学」や「実用支那語」などの書籍の編集を行っている）は別人である。

## 主要編著書
- 写真芸術の表現（日本美術学院、1922年・大正11年）
- 引伸写真術（アルス、1923年・大正12年）
- 芸術写真の知識（アルス、1929年・昭和4年）
- 引伸写真入門（高山正隆と共著、光大社、・1932年・昭和7）
- ヴェス単の使ひ方（光大社、1933年・昭和8年）
- ヴェス単パーレットの使ひ方（光大社、1938年・昭和13）：「ヴェス単の使ひ方」の訂補改題
- 宮岡貞三郎写真画集第一集（中島謙吉編、光大社、1958年）

また、高桑勝雄らとともに、「アルス写真年鑑」の編集も行っていた。さらに、1927年から1928年にかけて刊行された「アルス写真大講座」（全14巻）でも文章を書いている。
なお、中島は、彫刻家・版画家の石井鶴三の随筆集の編集を行ったこともある。
- 凸凹のおばけ : 石井鶴三随筆集・改訂増補版（石井鶴三著、中島謙吉編、二見書房、1943年・昭和18年）（初版は、1938年に光大社から刊行）
  - 一時期、石井鶴三が『芸術写真研究』の表紙を担当していた縁と推測され、この随筆集に先立ち、石井鶴三の素描集や挿絵集なども光大社から出版されている